# Президентська відзнака частині (США)

Нашивка нагороди для військових формувань Берегової охорони

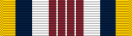
Нашивка нагороди для формувань Офіцерського корпусу охорони здоров'я

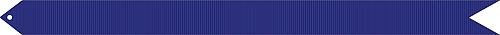
Почесна стрічка на Бойовий прапор формування для армії та ПС США

Почесна стрічка на Бойовий прапор формування для ВМС США та Корпусу морської піхоти США

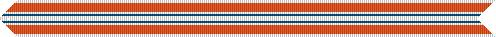
Почесна стрічка на Бойовий Прапор формування для Берегової Охорони США

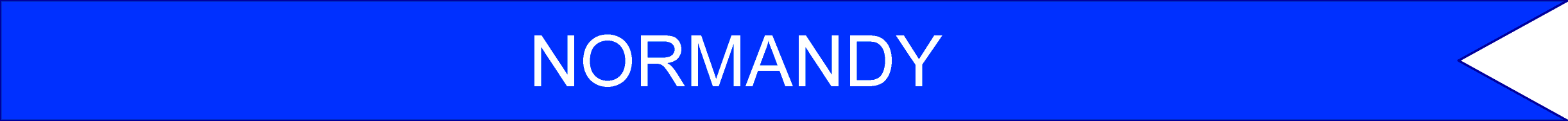
Почесна стрічка на Бойовий прапор підрозділу армії за бойові дії в Нормандії

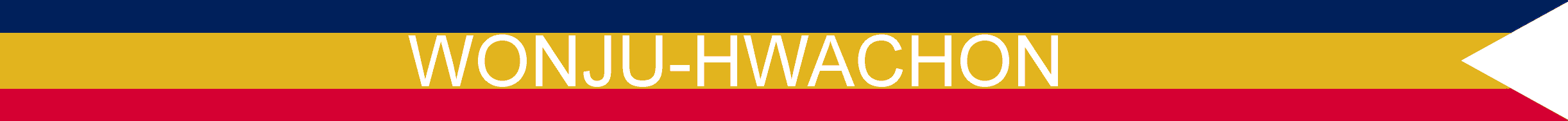
Почесна стрічка на Бойовий прапор частини ВМС США за Корейську війну

Бойовий вимпел частини ВМС США, удостоєної подяки Президента США

Президе́нтська відзна́ка части́ні (США) (англ. Presidential Unit Citation (United States) — американська найвища військова нагорода для заохочення військових формувань у всіх видах Збройних сил США.